# Onde stationnaire dans un tuyau
Pour les articles homonymes, voir Onde (homonymie).
Il est conseillé de lire d'abord l'article Onde sur une corde vibrante, la notion de vibration d'une corde étant plus intuitive que celle de l'air.
Le tuyau sonore est le principe de tous les instruments à vent. La fréquence de vibration de l'air, donc la hauteur de la note, dépend de la pression de l'air et de la longueur du tuyau, selon le principe de l'onde stationnaire dans un tuyau.
Le phénomène a aussi des applications en plomberie ; en effet, les ondes stationnaires peuvent expliquer des bruits de canalisation, et des variations de pression qui peuvent éventuellement être problématiques dans un contexte industriel.

## Approche phénoménologique

### Considérations générales sur le comportement des fluides
Les deux paramètres des fluides — air dans le cas des instruments de musique et de la pneumatique, mais aussi liquides — qui nous intéressent ici sont :
- la pression : c'est la force qu'exerce le fluide sur son environnement : les parois du tuyau, mais aussi le fluide voisin ;
- la vitesse du courant, du vent.

Prenons une seringue en plastique (sans aiguille). Si le bout est ouvert et que l'on enfonce le piston, on crée un courant d'air sortant ; si on le tire, on crée un courant d'air entrant ; dans les deux cas, la pression reste la même dans la seringue. Si on bouche l'extrémité avec le doigt et que l'on enfonce le piston, on ne crée plus de courant d'air (la vitesse est nulle), mais on augmente la pression ; si on tire le piston, on ne crée toujours pas de courant, mais on diminue la pression.
Si le bout est ouvert et que l'on donne un coup brusque sur le piston avec la paume, on sent une résistance, comme si l'embout était fermé. En effet, lorsque l'on pousse le piston, on crée localement une surpression, et cet excès de pression pousse l'air de la seringue et crée le courant d'air (l'écoulement d'air empêche la pression de rester élevée), mais si le mouvement du piston est trop rapide, alors la surpression n'a pas le temps de mettre en mouvement l'air.
On peut faire la même expérience avec une poire en caoutchouc :
- si on la presse et que l'embout est ouvert, on crée un courant d'air sortant, et lorsqu'elle reprend sa forme, on crée un courant d'air entrant, la pression reste la même ;
- si on la presse et que l'embout est fermé, on crée une augmentation de pression mais pas de mouvement d'air ;
- si l'embout est ouvert et que l'on donne un violent coup (de poing, de talon, au risque de l'abimer) sur la poire, alors on sent une résistance, on crée une surpression qui n'a pas le temps de s'écouler ; vous pouvez faire l'expérience suivante avec les petites briques de jus de fruit livrées avec une paille :
  - buvez le contenu de la brique ;
  - avec la paille, gonflez la brique en soufflant ;
  - posez la brique par terre et écrasez la avec votre pied ;

l'air n'a pas le temps de s'écouler par la paille, et la pression provoque l'éclatement de la brique, accompagné d'un « bang ». Dans le même ordre d'idées, les coussins gonflables de sécurité (Airbag) sont percés, ce qui ne les empêche pas de se gonfler.
Ce qui importe, c'est la vitesse du piston ou de la déformation de la poire : si elle est supérieure à la vitesse du son (environ 300 m/s pour l'air), alors la surpression se forme trop rapidement pour provoquer un écoulement de l'air ; l'air commence à s'écouler après. On peut faire un parallèle avec le « plat » en natation :
- si on entre dans l'eau doucement, l'eau se pousse au fur et à mesure que l'on progresse ;
- si on plonge, l'eau n'a pas le temps de se pousser et devient comme dure.

### Progression d'une variation de pression dans un tuyau
Nous nous intéressons ici à une variation rapide de pression qui ne permet pas l'écoulement de l'air.
Si l'on crée une surpression à une extrémité d'un tuyau, alors cette surpression va « voyager » jusqu'à l'autre extrémité du tuyau. Mais il faut bien voir deux choses :
- il n'y a pas de déplacement de l'air d'un bout à l'autre du tuyau, ce n'est pas un courant d'air [contrairement à ce qui est écrit sur la figure 3] ; l'air ne va bouger que sur une petite distance pour former la surpression, puis revenir à sa place, il fait un aller-retour de courte distance ;
- la surpression est suivie d'une dépression : puisque l'air s'est déplacé pour créer la surpression, il se crée un déficit d'air ; si l'on trace la pression de l'air en fonction de la position dans le tuyau, on a une forme de « S » [une surpression négative ne se produirait que si le piston revenait à sa position initiale à partir de la figure 4 ; comme ce n'est pas le cas, c'est une bosse de surpression qui se propage, et non un profil en S comme indiqué].

On a une onde progressive.

Propagation d'une surpression dans un tuyau ; le niveau de gris indique la pression

De manière plus détaillée, à l'extrémité du tuyau :
- lorsque le piston pousse l'air, celui-ci n'a pas le temps de s'écouler et s'accumule, créant la surpression ;
- la surpression pousse l'air devant lui, l'air s'écoule et provoque une surpression juste après ;
- alors que la pression à l'extrémité est redevenue « normale », le courant d'air est toujours présent (l'air est emporté par son élan) et continue à alimenter la surpression voisine, tout en créant une dépression locale ;
- la dépression attire l'air qui revient à sa place ;
- le tout finit par s'équilibrer et reprendre la pression initiale, tandis que le couple surpression-dépression s'est déplacé.

#### Tuyau à extrémité fermée
Si l'autre extrémité du tuyau est fermée, alors la paire surpression/dépression rebondit sur l'extrémité ; l'onde progressive repart dans l'autre sens. En effet, l'air ne peut plus être poussé « en avant » par la surpression, il ne peut que s'écouler « vers l'arrière » (par rapport au sens de propagation initial de l'onde).
Si l'on émet plusieurs ondes de surpression successives, les ondes progressant vers l'avant vont croiser les ondes réfléchies vers l'arrière. La rencontre de ces ondes va créer l'onde stationnaire.

#### Tuyau à extrémité ouverte
Lorsque la surpression arrive à l'extrémité du tuyau, l'air peut s'écouler dans toutes les directions (le courant n'est plus contraint par le tube). La pression s'effondre donc immédiatement. Du coup, la dépression va aspirer de l'air dans le tuyau. Au moment où la pression s'équilibre avec l'extérieur, le courant d'air est toujours existant ; entraîné par son élan, l'air se recomprime dans le tuyau.
On a donc la création d'une nouvelle surpression qui va progresser en sens inverse. En fait, l'onde se réfléchit sur un « mur d'air » à l'extrémité du tuyau.
Ceci peut paraître paradoxal. En fait, il ne faut pas voir la surpression comme un objet matériel, c'est une perturbation du milieu. Les exemples de réflexion d'onde lorsque l'on pénètre dans un milieu « plus mou » sont fréquents ; par exemple, lorsque l'on est sous l'eau, l'air joue le rôle d'un miroir. Voir aussi Réfraction et Réflexion acoustique.
Donc, comme dans le cas d'un tuyau fermé, l'onde se réfléchit, ce qui peut engendrer une onde stationnaire. Il n'y a aucun lien entre les tuyaux d'un même immeuble ou bâtiment quand bien même ces derniers sont ouverts.

### Création de l'onde
L'onde peut être créée de deux manières :
- par un « piston » faisant des aller-retour : c'est le cas de la membrane d'un haut-parleur qui vibre (par exemple tube de Kundt) ;
- par des turbulences, des tourbillons, créés par un courant d'air qui rencontre un obstacle ; c'est le cas des tuyaux d'orgue à bouche, des sifflets, des flûtes à bec et traversières.
- par une membrane qui vibre au passage de l'air : cela peut être les lèvres dans le cas des cuivres, ou une anche (lamelle en roseau fine) dans le cas des bois.

### Ventre et nœud

Onde stationnaire dans un tuyau fermé, mode fondamental
pression (haut) et vitesse relatives (bas) de l'air

Onde stationnaire dans un tuyau ouvert, mode fondamental
pression (en haut) et vitesse relatives (en bas)

Comme dans toutes les ondes stationnaires, on va avoir des ventres et des nœuds :
- pression :
  - à un nœud de pression, la pression ne varie pas ;
  - à un ventre de pression, la variation est d'amplitude maximale ;
- vitesse :
  - à un nœud de vitesse, la vitesse ne varie pas ; s'il n'y a pas de courant d'air en entrée de tube (par exemple l'onde est créée par un haut-parleur), l'air est immobile aux nœuds de vitesse ; s'il y a un courant d'air (instrument à vent), la vitesse de l'air y est constante ;
  - à un ventre de vitesse, la variation est d'amplitude maximale ; s'il n'y a pas de courant d'air en entrée de tube (par exemple l'onde est créée par un haut-parleur), l'air fait des aller-retour en passant par les ventres ; s'il y a un courant d'air (instrument à vent), l'air accélère et ralentit aux ventres.

Un nœud de pression est un ventre de vitesse ; un ventre de pression est un nœud de vitesse.
Aux extrémités du tube, deux cas se présentent :
- si le tube est fermé, la vitesse de l'air y est nulle ; on a un nœud de vitesse ; c'est le cas de la flûte de pan et des tuyaux d'orgue à résonateur fermé ;
- si le tube est ouvert, la pression de l'air est constante, égale à la pression extérieure ; on a un nœud de pression.

Si le tube présente un trou à un endroit, alors cela impose un nœud de pression. C'est le principe du perçage des bois.
Le dispositif qui crée les vibrations est un ventre de vitesse :
- soit il s'agit d'une membrane vibrante (haut-parleur, lèvres, anche), c'est la vibration de la membrane qui pousse l'air ;
- soit il s'agit d'un obstacle : il y a un trou au niveau de l'obstacle, il s'agit donc d'un nœud de pression, c'est-à-dire d'un ventre de vitesse.

### Modes harmoniques
Pour un tuyau sans trou sur le flanc, les extrémités imposent donc un nœud de pression (tuyau ouvert) ou un nœud de vitesse (tuyau fermé). Partant de là, l'onde stationnaire peut prendre plusieurs régimes, ou « modes » :
- mode fondamental ou mode I : l'onde ne présente qu'un seul ventre de pression, au milieu dans le cas d'un tuyau ouvert, à l'extrémité dans le cas d'un tuyau fermé ;
- mode II : l'onde présente deux ventres de pression, au quart et aux trois-quarts du tuyau dans le cas d'un tuyau ouvert, au tiers et à l'extrémité dans le cas d'un tuyau fermé ;
- mode {\displaystyle n} : l'onde présente {\displaystyle n} ventres de pression répartis régulièrement.

| Paramètre | Tuyau ouvert | Tuyau fermé à une extrémité |
| --------- | ------------ | --------------------------- |
| Pression  |              |                             |
| Vitesse   |              |                             |

Pression dans le cas d'une onde stationnaire dans un tuyau ouvert ; influence du mode sur la fréquence
mode fondamental (haut), mode II (milieu) et mode III (bas)

La fréquence de l'onde est proportionnelle au nombre d'onde, c'est-à-dire au nombre de « fuseaux » dans la représentation ci-dessus (en comptant les demi) ; plus le mode est grand, plus la note est aiguë (voir Résonance acoustique pour l'expression exacte de la fréquence en fonction du nombre d'onde). La vibration réelle de l'air dans le tuyau est la combinaison de plusieurs modes (voir aussi Transformée de Fourier), le son a plusieurs harmoniques.